# Apodanthaceae
Az Apodanthaceae a tökvirágúak (Cucurbitales) rendjének egyik családja.

## Előfordulásuk
Fajai Ausztráliában, Afrikában, Iránban, Kaliforniában, Közép- és Dél-Amerikában élnek.

## Megjelenésük, felépítésük
Erősen redukált, kizárólag a tápanyagok felszívására ás továbbítására szolgáló, a gombafonalakhoz hasonlatos vegetatív részeik a gazdanövény szöveteibe épülnek be; annak kérgét csak bimbójuk töri át. Száruk nincs és leveleik sincsenek; klorofillt nem tartalmaznak. Kis virágaik a kérgen kívül nyílnak.

## Életmódjuk, termőhelyük
Endoparazita növények, amelyek a fűzfafélék (Salicaceae) törzsében és ágaiban élősködnek. Megtalálhatók mindazokon a helyeken, ahol gazdanövényeik megélnek a tengerszinttől 2500 m magasig. Nem fotoszintetizálnak; minden tápanyagot a gazdanövénytől szívnak el.

## Rendszertani felosztásuk
A családba az alábbi 2 nemzetség tartozik összesen 11 fajjal:
- Apodanthes nemzetség egy fajjal: (Apodanthes caseariae);
- Pilostyles 10 fajjal:
- Pilostyles aethiopica
- Pilostyles berteroi
- Pilostyles blanchetii
- Pilostyles boyacensis
- Pilostyles coccoidea
- Pilostyles collina
- Pilostyles hamiltonii
- Pilostyles haussknechtii
- Pilostyles mexicana
- Pilostyles thurberi